# 黃金舞台 (台視)

## 簡史
《黃金舞台》是台灣電視公司自行製作的綜藝節目，邀請不同藝人輪流主持，播出期間1993年1月9日至1993年7月31日，導播朱莉莉。